# We No Speak Americano
Singles par Yolanda Be Cool
Holy Cow
(2009) Le Bump
(2011)
Singles par DCUP
Afro Nuts
(2009)
We No Speak Americano est une chanson du duo australien Yolanda Be Cool. La chanson est sortie le 27 février 2010 sous le label australien Sweat It Out. Il s'agit d'un sample d'une chanson italienne de 1956, chanté en Napolitain Tu vuo' fa' l'americano de Renato Carosone, écrit par Carosone et Nicola Salerno. We No Speak Americano est devenu un tube sur plusieurs continents : en Europe, en Australie, et en Amérique latine. Cette chanson a été reprise par le rappeur Pitbull pour le titre Bon, Bon sorti en 2010 également.

## Classements et certifications
| Classement (2010–2011)                  | Meilleure position |
| --------------------------------------- | ------------------ |
| Allemagne (GfK Entertainment)           | 1                  |
| Australie (ARIA)                        | 4                  |
| Autriche (Ö3 Austria Top 40)            | 1                  |
| Belgique (Flandre Ultratop 50 Dance)    | 1                  |
| Belgique (Flandre Ultratop 50 Singles)  | 1                  |
| Belgique (Wallonie Ultratop 50 Dance)   | 1                  |
| Belgique (Wallonie Ultratop 50 Singles) | 1                  |
| Bulgarie                                | 1                  |
| Canada (Canadian Hot 100)               | 16                 |
| Corée du Sud (Gaon)                     | 1                  |
| Danemark (Tracklisten)                  | 1                  |
| Écosse (OCC)                            | 1                  |
| Espagne (PROMUSICAE)                    | 2                  |
| États-Unis (Billboard Hot 100)          | 29                 |
| États-Unis (Heatseekers Songs)          | 1                  |
| États-Unis (Hot 100 Airplay)            | 53                 |
| États-Unis (Hot Dance Club Play)        | 21                 |
| États-Unis (Hot Digital Songs)          | 22                 |
| États-Unis (Hot Latin Songs)            | 16                 |
| États-Unis (Hot RingMasters)            | 32                 |
| États-Unis (Latin Pop Airplay)          | 7                  |
| États-Unis (Top 40 Mainstream)          | 37                 |
| États-Unis (Tropical/Salsa)             | 13                 |
| Europe (Hot 100)                        | 1                  |
| Finlande (Suomen virallinen lista)      | 1                  |
| France (Club 40)                        | 1                  |
| France (SNEP Téléchargement)            | 1                  |
| France (SNEP)                           | 2                  |
| Hongrie (Rádiós Top 40)                 | 23                 |
| Hongrie (Dance Top 40)                  | 1                  |
| Irlande (IRMA)                          | 1                  |
| Italie (FIMI)                           | 3                  |
| Norvège (VG-lista)                      | 4                  |
| Nouvelle-Zélande (RMNZ)                 | 2                  |
| Pays-Bas (Nederlandse Top 40)           | 1                  |
| Pays-Bas (Single Top 100)               | 1                  |
| Pologne (ZPAV)                          | 2                  |
| Pologne (ZPAV Dance)                    | 1                  |
| Tchéquie (IFPI Rádio)                   | 1                  |
| Roumanie (Romanian Top 100)             | 1                  |
| Royaume-Uni (UK Dance Chart)            | 1                  |
| Royaume-Uni (UK Singles Chart)          | 1                  |
| Slovaquie (IFPI Rádio)                  | 1                  |
| Suède (Sverigetopplistan)               | 1                  |
| Suisse (Schweizer Hitparade)            | 1                  |

| Classement (2010)                               | Position |
| ----------------------------------------------- | -------- |
| Allemagne (Media Control AG)                    | 5        |
| Australie (Top 100 Singles)                     | 34       |
| Australie (Top 50 Australian Artist Singles)    | 1        |
| Australie (Top 50 Club Tracks)                  | 3        |
| Australie (Top 50 Dance Singles)                | 7        |
| Australie (Top 50 Digital Tracks)               | 35       |
| Autriche (Ö3 Austria Top 40)                    | 1        |
| Belgique (Flandre Ultratop 50)                  | 3        |
| Belgique (Wallonie Ultratop 50)                 | 13       |
| Canada Hot 100                                  | 97       |
| Danemark (Tracklisten)                          | 5        |
| Espagne (Promusicae)                            | 3        |
| Europe (Eurochart Hot 100)                      | 7        |
| France (Singles)                                | 12       |
| France (Téléchargements Singles)                | 17       |
| Hongrie (Dance Top 40 lista)                    | 3        |
| Hongrie (Editors' Choice rádiós játszási lista) | 14       |
| Hongrie (Rádiós Top 40 játszási lista)          | 89       |
| Italie (Top 100 Download)                       | 23       |
| Pays-Bas (Nederlandse Top 40)                   | 11       |
| Pays-Bas (Single Top 100)                       | 1        |
| Roumanie (Romanian Top 100)                     | 18       |
| Royaume-Uni (UK Singles Chart)                  | 9        |
| Suisse (Schweizer Hitparade)                    | 2        |

| Pays                            | Certification |
| ------------------------------- | ------------- |
| Allemagne (BVMI)                | 2 × Platine   |
| Australie (ARIA)                | Platine       |
| Autriche (IFPI)                 | Platine       |
| Belgique (Flandre Ultratop 50)  | Platine       |
| Belgique (Wallonie Ultratop 40) | Platine       |
| Danemark (IFPI)                 | Platine       |
| Espagne (Promusicae)            | 3 × Platine   |
| États-Unis (RIAA)               | Platine       |
| Italie (FIMI)                   | Platine       |
| Royaume-Uni (BPI)               | Platine       |
| Suède (GLF)                     | 3 × Platine   |
| Suisse (IFPI)                   | Or            |